# Grenade incendiaire spéciale n°76
La grenade incendiaire spéciale n°76, traduction de No. 76 Special Incendiary Grenade, également connue sous le nom bombe A.W. ou grenade SIP (Self Igniting Phosphorus, phosphore autoinflamant) était une grenade incendiaire britannique constitué de phosphore blanc, utilisé pendant la Seconde Guerre mondiale.
Le 29 juillet 1940, les fabricants Albright & Wilson d'Oldbury ont montré à la Royal Air Force comment leur phosphore blanc pouvait être utilisé pour allumer les bombes incendiaires. Le test consistait à lancer des bouteilles en verre contenant un mélange d'essence et de phosphore sur des pièces de bois et dans une hutte. Lors de la rupture du contenant, le phosphore était exposée à l'air et prenait feu spontanément ; l'essence brûlait également  et créait un violent incendie. Pour des raisons de sécurité, la RAF n'a pas été intéressée par le phosphore blanc comme une source d’ignition, mais l'idée d'un cocktail Molotov auto-allumant est restée. Initialement connu sous le nom  bombe A.W., elle a été officiellement nommée Grenade n°76, mais plus communément appelée grenade SIP. La liste des ingrédients a été perfectionnée. Elle incluait du phosphore jaune, du benzène, de l'eau et une bande de deux pouces de caoutchouc brut, le tout dans une bouteille demi-pinte fermée par une capsule. Au fil du temps, le caoutchouc se dissout lentement rendant le contenu un peu collant. et le mélange se séparerait en deux couches - cela était intentionnel et la grenade ne devait pas être secouée pour ne pas mélanger les couches car cela n'aurait fait que retarder l'allumage. Lors d'un choc avec une surface dure, le verre vole en éclats et le contenu s'enflamme instantanément, libérant des fumées toxiques de pentoxyde de phosphore et de dioxyde de soufre tout en produisant beaucoup de chaleur.
Des instructions strictes ont été émises pour stocker les grenades en toute sécurité, de préférence sous l'eau et certainement jamais dans une maison. Principalement destinée à la Home Guard comme arme anti-char, elle a été produite en grand nombre : en août 1941, plus de 6 millions d'exemplaires.
La grenade pourrait être soit lancée à la main, soit tirée du lance grenades Northover, un simple mortier. Un récipient plus résistant était nécessaire pour ce dernier ; les deux types ont reçu un code de couleur.
Nombreux étaient ceux qui étaient sceptiques sur l'efficacité des cocktails Molotov et des grenades SIP contre les chars allemands modernes.
Le concepteur d'arme Stuart Macrae, témoin d'un essai de la grenade SIP à Farnborough affirma : « Il y avait une certaine inquiétude que, si les conducteurs de char ne pouvait pas se hisser assez vite et s'extraire, ils étaient susceptibles d'être frits, mais après avoir vu les bouteilles, ils ont dit qu'ils seraient heureux de tenter leur chance. » Les essais sur les chars britanniques modernes ont confirmé que les cocktails Molotov et les grenades SIP ne causaient aux occupants des chars « aucun inconvénient de quelque nature que ce soit.»
La Home Guard a caché ces grenades pendant la guerre pour une utilisation dans le cas d'une invasion. Tous les emplacements n'ont pas été officiellement enregistrés et certains caches ont été oubliées. Occasionnellement, des caches sont découvertes lors d'excavations. Dans tous les cas, les grenades sont toujours considérées comme dangereuses et sont habituellement détruites par une explosion contrôlée.

### Sources
- (en) S.P. Mackenzie, The Home Guard : A Military and Political History, Oxford, Oxford University Press, 1995 (ISBN 978-0-19-820577-7, LCCN 94043350)
- (en) Stuart Macrae, Winston Churchill's Toyshop, Roundwood Press, 1971 (ISBN 0-900093-22-6, OCLC 196653)

### Collections
- (en) « The National Archives », Repository of UK government records (consulté le 26 août 2010)